# Planetpassage-variabel
Planetpassage-variabeln är en förmörkelsevariabel där stjärnan förmörkas av en eller flera planeter i sitt solsystem, när någon av dessa passerar över stjärnans yta. Dessa variationer är mycket små i amplitud och kräver noggranna observationer för att upptäckas. Det kan dock bli så pass stora svackor i ljuskurvan som 0,2 magnituder under upp till ett par timmar.
Endast åtta variabler var identifierade 2009 i GCVS4, men har sedan dess blivit betydligt fler. Keplerteleskopet har registrerat ett större antal exoplaneter med transitmetoden, framför allt 2016, och därmed också ökat antalet potentiella planetpassage-variabler att studera.
Prototypstjärnan V376 Pegasi, som förmörkas av exoplaneten Osiris (HD 209458 b) har visuell magnitud +7,65 och kan vid planetpassager tappa ungefär 0,18 magnituder i ljusstyrka.